# Вюрм (приток Ампера)
Вюрм (нем. Würm) — река в Германии, протекает по земле Бавария, речной индекс 1646. Длина реки 35 км. Высота истока 586 м. Высота устья 468 м.
Высота истока — 596 м над уровнем моря.
Система водного объекта: Ампер → Изар → Дунай → Чёрное море.
В каталоге 2012 года баварского правительственного ведомства по охране окружающей среды под одним речным индексом 1646 под общим названием «Würm — Steinbach» объединены Вюрм, озеро Штарнбергер-Зе, из которого вытекает Вюрм, и втекающая в это озеро река Штайнбах (Steinbach). Указаны их совместные характеристики: длина 76,34, площадь бассейна 428,96.

## Исторические сведения
Древние имена реки: Uuirma, Vuirama, Wirmina, Wirm. Современное название реки происходит либо от кельтского «Вирмина» («Стремительный Поток»), либо от ретийского «Уир-Ама» («Мать-Река»).
Первые поселения индоевропейцев на реке Вюрм появились ещё 4000 лет назад в период Ранней Бронзы (не позднее), о чём свидетельствует древняя гробница, найденная в Оберменцинге в 1910 году во время дорожных работ.